# 浜安善駅
浜安善駅（はまあんぜんえき）は、かつて神奈川県横浜市鶴見区安善町2丁目に存在した日本国有鉄道（国鉄）鶴見線（貨物支線）の貨物駅。かつては旅客営業も行っていた。
駅は廃止されているものの、安善駅と当駅の間の路線は安善駅構内側線扱いとして現存する。

## 概要

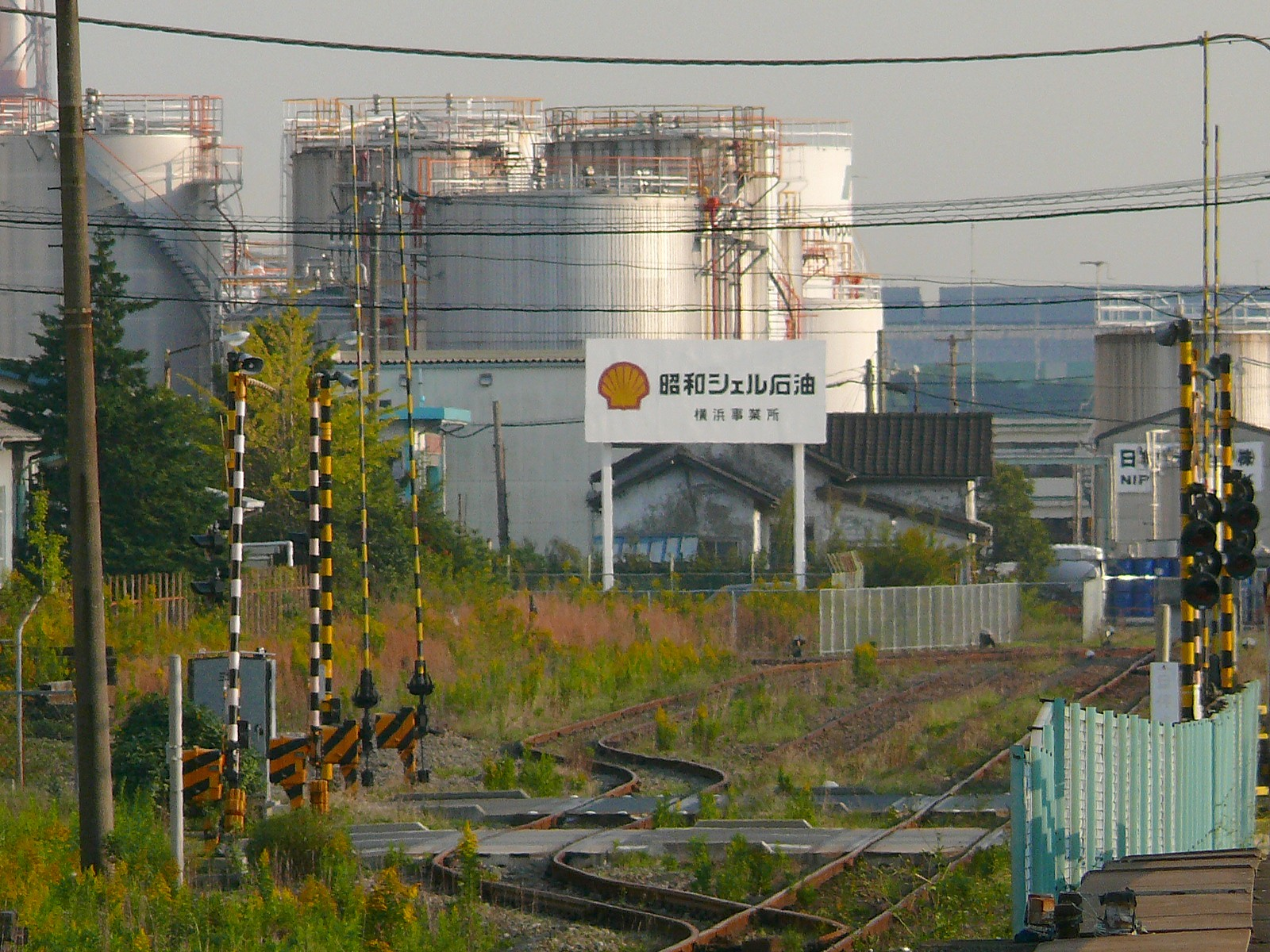
駅構内を安善駅側より望む（2008年10月）

- 淡い水色の小さな駅舎を有する地上駅で、廃止後も暫くはそのまま残っていた。駅舎は2009年中に解体され、現存しない。
- 駅周辺にある、昭和シェル石油横浜事業所やエクソンモービル鶴見潤滑油工場、在日米軍鶴見貯油施設エリアI・エリアIIへ続く専用線が分岐していた。エクソンモービル専用線は当駅廃止後の2002年頃まで、潤滑油輸送に使用されていた。鶴見貯油施設エリアI・IIに続く専用線は現在も使用されている（詳細は安善駅を参照）。

## 歴史
- 1926年（大正15年）04月10日：鶴見臨港鉄道の石油駅[注 1]として開業[3][1]。客貨取扱開始。
- 1938年（昭和13年）12月25日：旅客取扱廃止[1]。貨物駅化[1]。
- 1943年（昭和18年）07月01日：国有化[1]。同時に浜安善駅に改称[1]。
- 1986年（昭和61年）11月01日：廃止[1]。

## 駅周辺
- 昭和シェル石油横浜事業所
- エクソンモービル鶴見潤滑油工場
- 在日米軍鶴見貯油施設エリア
- 京浜運河
- 横浜市営バス「安善町」停留所

## 隣の駅
日本国有鉄道
鶴見線
安善駅 - 浜安善駅